# ألكسندر أباشيلي
ألكسندر أباشيلي (بالإنجليزية Alexander Abasheli) هو شاعر وروائي كاتب جورجي ولد في 27 أغسطس العام 1884 في قرية ساجوجيو منطقة أباشا (تدعى حاليا أباشي سبيري Abashispiri) وتوفي في 27 سبتمبر العام 1954 في تبليسي.

## حياته وأعماله
ولد أباشيلي ونشأ في عائلة من الفلاحين قرب أباشا، وانخرط في الثورة الروسية عام 1905 ونفي إلى سولفيتشغودسك في عام 1906. وعاد إلى جورجيا عام 1908، وعمل في الصحافة المحلية ونشر أول أشعاره باللغة الروسية ثم باللغة الجورجية لاحقا. وتأثر بالمدرسة الرمزية، ويتضح ذلك في ديوانه الأول «ابتسامة الشمس».
وأثر تصاعد العداء تجاه الاتحاد السوفييتي على أشعاره فأصابها بالتفسخ وانعدام الرؤية، وأشاعت في نفسه اليأس من الأفكار الثورية التي كان مؤمنا بها في شبابه. لكن مع تفاقم القمع السياسي في الاتحاد السوفييتي عاد أباشيلي تدريجيا إلى التغني بالعقائد السوفييتية إلى حد التعاون مع أباشيدزه جريجول في كتابة كلمات نشيد الجمهورية الجورجية الاشتراكية التابعة للاتحاد السوفييتي، ويتضمن ذلك النشيد المدح لجوزيف ستالين.
كما ألف أباشيلي أول رواية خيال علمي في الأدب الجورجي وهي «امرأة في المرآة» عام 1930، وترجمت الكثير من قصائده إلى الروسية على يد بوريس باسترناك.

## من مؤلفاته[2]
- ابتسامة الشمس 1913
- حرق الزقاق 1923
- الصورة 1926
- مرآة تصدع 1929
- المرأة في المرآة 1930
- قصيدة «موت الأب»
- قصيدة «جدتي»
- خطاب نوح 1935
- زهر الخوخ (نشرت بعد وفاته في العام 1959)
- إيرما (رواية لم يكملها - نشرت في الأعمال الكاملة لـ أباشيان)

## روابط خارجية
- ألكسندر أباشيلي على موقع ميوزك برينز (الإنجليزية)